# Goreaphobia
Goreaphobia byla americká death metalová kapela založená v roce 1988 zpěvákem a baskytaristou Chrisem Gamblem a kytaristou Alexem Bouksem ve městě Filadelfie ve státě Pensylvánie. Sestava kapely se často měnila, skupina se rozpadala a následně znovu povstávala. Byla to jedna z prvních death metalových kapel z Filadelfie. Od roku 2012 je neaktivní.
Debutní studiové album vyšlo teprve roku 2009 a nese název Mortal Repulsion.

## Diskografie

### Demo nahrávky
- Morbidious Pathology (1990)

### Studiová alba
- Mortal Repulsion (2009)
- Apocalyptic Necromancy (2011)

### EP
- Morbidious Pathology (1990)
- Omen of Masochism (1993)
- Sabbatic Communion (2008)

### Kompilace
- Vile Beast of Abomination (2007)